# 25. december
25. december eller første juledag er dag 359 i året i den gregorianske kalender (dag 360 i skudår). Der er 6 dage tilbage af året. Det er juledag. I Danmark er dagen officielt helligdag.

### Begivenheder
Født - Dødsfald
- 336 - Den første registrerede fejring af julen - Jesu fødselsdag - i henhold til optegnelser fra romerske biskopper.
- 800 - Karl den store krones i Rom som kejser af det Tysk-romerske rige.
- 1066 - Vilhelm Erobreren krones som konge af England i Westminster Abbey.
- 1202 - Valdemar Sejr krones som konge af Danmark i Lund Domkirke.
- 1223 - Skt. Frans af Assisi opstiller det første Krybbespil.
- 1252 - Christoffer 1. krones som konge af Danmark i Lund Domkirke.
- 1259 - Erik Klipping krones som konge af Danmark i Viborg Domkirke.
- 1287 - Erik Menved krones som konge af Danmark.
- 1818 - Melodien "Stille Nacht! Heilige Nacht!" ("Glade Jul") bliver første gang fremført offentligt, ved en julegudstjeneste i den østrigske landsbykirke i Oberndorf.
- 1926 - Hirohito bliver kejser af Japan efter faderen Yoshihito.
- 1941 - Hongkong overgiver sig til de japanske tropper efter syv dages kamp.
- 1947 - Republikken Kinas forfatning træder i kraft.
- 1977 - Israels premierminister Menachem Begin møder i Cairo Egyptens præsident Anwar Sadat.
- 1989 - Den tidligere rumænske diktator Nicolae Ceausescu og hans hustru Elena, som har holdt sig skjult siden den 22. december, hvor styret væltes, bliver arresteret. En militærdomstol finder dem skyldige i massedrab, hvorefter de henrettes samme dag.
- 1991 - Mikhail Gorbatjov træder tilbage som præsident for Sovjetunionen, der officielt opløses den følgende dag.
- 2020 - Nashville-bomben eksploderede i USA, gerningsmand omkom og tre såredes

### Født
```
- 
Jesus af Nazareth
. Datoen og årstallet for Jesu fødsel er meget tvivlsom, men henlægges traditionelt til denne dag, grundet gamle 
hedenske
 traditioner omkring denne tid.
                      Af definitionshensyn sættes Jesu fødsel til at være 25 december år 1 før Kristi. (død ca 30)
```

- 1642 - Isaac Newton, engelsk fysiker og matematiker (død 1727).
- 1753 - Olav Olavsen, dansk-norsk-islandsk arkitekt og jurist (død 1832).
- 1789 - Frantz Gotthard Howitz, dansk læge (død 1826).
- 1815 - Temistocle Solera, operakomponist og librettist (død 1878).
- 1874 - Marie Krogh, dansk fysiolog og læge (død 1943).
- 1877 - Ellen Diedrich, dansk skuespiller (død 1922).
- 1891 - Poul "Tist" Nielsen, dansk fodboldspiller (død 1962).
- 1899 - Humphrey Bogart, amerikansk skuespiller (død 1957).
- 1907 - Hans Hækkerup, dansk politiker og minister (død 1974).
- 1911 - Louise Bourgeois, fransk-amerikansk billedkunstner (død 2010).
- 1915 - Per Hækkerup, dansk politiker og minister (død 1979).
- 1916 - Ahmed Ben Bella, algierisk politiker og præsident (død 2012).
- 1918 - Anwar Sadat, egyptisk general og præsident (død 1981).
- 1924 - Erik Hoffmeyer, dansk professor og tidligere nationalbankdirektør (død 2016).
- 1926 - Flemming Woldbye, dansk kemiker og rektor for Danmarks Tekniske Universitet 1975−1977 (død 2010).
- 1927 - Ram Narayan, indisk sarangi-spiller (død 2024).
- 1928 - Tove Lindbo Larsen, dansk husholdningsøkonom, politiker og tidligere minister (død 2018).
- 1943 - Hanna Schygulla, tysk skuespillerinde.
- 1944 - Jairzinho, brasiliansk fodboldspiller.
- 1949 - Nawaz Sharif, pakistansk premierminister.
- 1949   - Sissy Spacek, amerikansk skuespiller.
- 1950 - Karl Rove, amerikansk politisk rådgiver.
- 1954 - Annie Lennox, skotsk sangerinde.
- 1955 - Alannah Myles, canadisk sanger.
- 1959 - Lars R. Stadil, dansk forfatter.
- 1964 - Christian Vuust, dansk jazzmusiker.
- 1968 - Helena Christensen, dansk fotomodel.
- 1971 - Dido, engelsk sanger.

### Dødsfald
- 1532 - Els von Gemmingen, tysk priorinde af Magdalenenklosteret (født 1466).
- 1875 - Tom Morris, Jr., skotsk golfspiller (født 1851).
- 1900 - Edvard Galle, dansk chokoladefabrikant (født 1844).
- 1926 - Taishō-kejseren af Japan (født 1879).
- 1938 - Karel Čapek, tjekkisk forfatter (født 1890).
- 1940 - C.N. Hauge, dansk politiker og minister (født 1870).
- 1944 - Jørgen Staffeldt, dansk politiker, direktør og modstandsmand (født 1912).
- 1946 - W.C. Fields, amerikansk komiker (født 1880).
- 1950 - Hugo Larsen, dansk maler (født 1875).
- 1963 - Tristan Tzara, rumænsk forfatter (født 1896).
- 1973 - İsmet İnönü, tyrkisk statsmand (født 1884).
- 1977 - Charlie Chaplin, engelsk skuespiller og filminstruktør (født 1889).
- 1983 - Joan Miró, catalansk maler (født 1893).
- 1987 - Christian Flagstad, dansk programvært (født 1936).
- 1989 - Nicolae Ceauşescu, rumænsk diktator (født 1918) - henrettet.
- 1995 - Dean Martin, amerikansk sanger (født 1917).
- 2000 - Willard Van Orman Quine, amerikansk filosof (født 1908).
- 2005 - Birgit Nilsson, svensk operasanger (født 1918).
- 2006 - James Brown, amerikansk sanger (født 1933).
- 2008 - F.P. Jac, dansk digter og forfatter (født 1955).
- 2008   - Eartha Kitt, amerikansk skuespillerinde og sanger (født 1927).
- 2016 - George Michael, engelsk sanger (født 1963).
- 2019 - Ari Behn, norsk forfatter (født 1972)

|  | Denne datoartikel kan blive bedre, hvis der indsættes et (bedre) billede Du kan hjælpe ved at afsøge Wikimedia Commons for et passende billede eller uploade et godt billede til Wikimedia Commons iht. de tilladte licenser og indsætte det i artiklen. |